# Třída Achimota
Třída Achimota byla třída hlídkových člunů ghanského námořnictva. Třídu tvoří dvě jednotky postavené německou loděnicí Lürssen na základě jejího typu PB 57 (číslo označuje délku trupu). Hlavním úkolem třídy je ochrana rybářských teritorií. Obě jednotky jsou stále v aktivní službě.

## Stavba

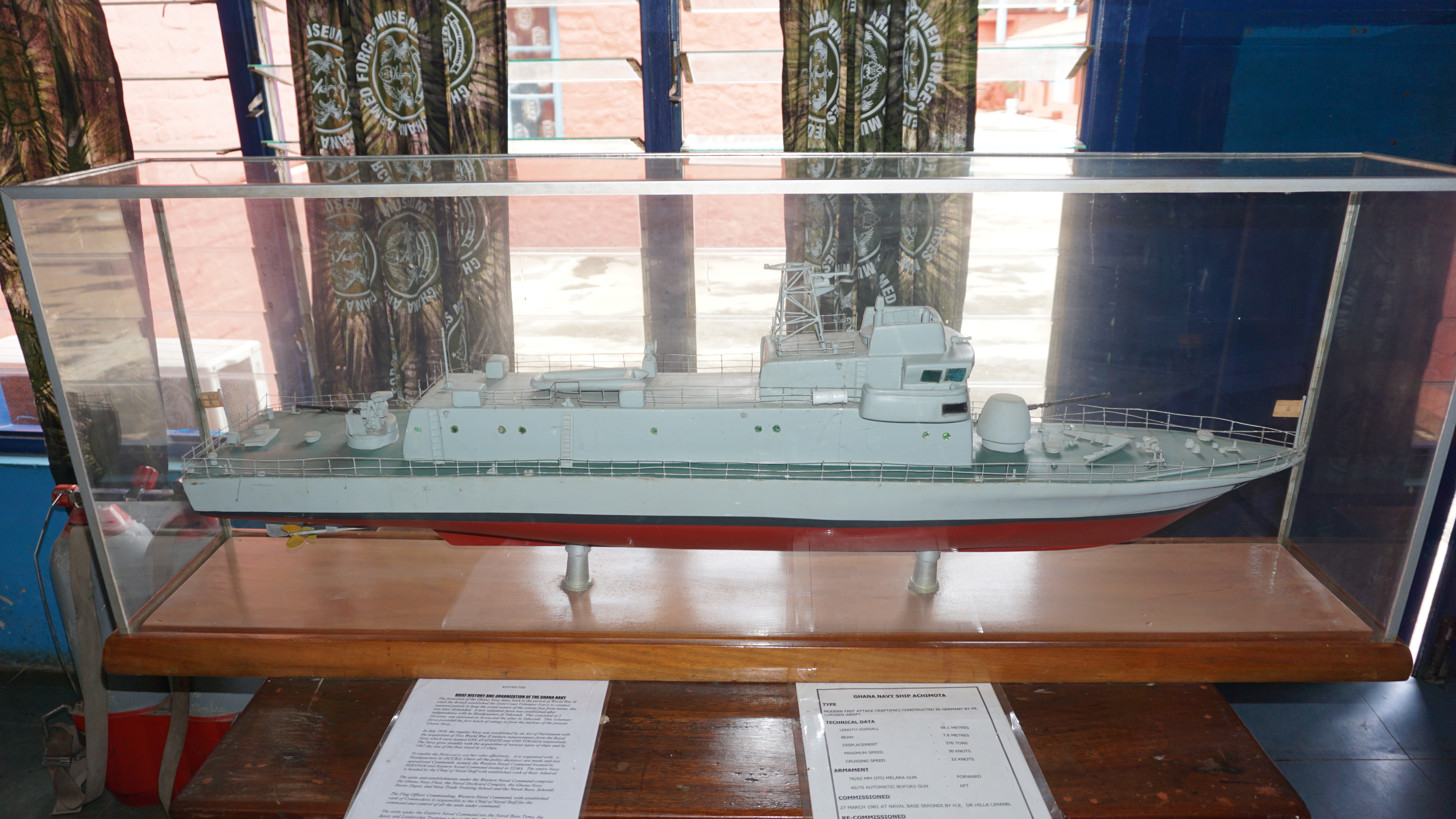
Model hlídkové lodi Achimota

V loděnicích Lürssen byly postaveny dvě jednotky této třídy, pojmenované Achimota (P28) a Yogaga (P29). Objednány byly roku 1977. Do služby byly zařazeny v březnu roku 1981.
Jednotky třídy Achimota:
| Jméno          | Spuštěna        | Vstup do služby | Status       |
| -------------- | --------------- | --------------- | ------------ |
| Achimota (P28) | 14. března 1979 | 27. března 1981 | vyřazena     |
| Yogaga (P29)   | 14. března 1979 | 27. března 1981 | vyřazen 2017 |

## Konstrukce
Elektronická výstroj je jednoduchá. Plavidla nesou námořní vyhledávací radar Canopus B sloužící rovněž k pro řízení palby a navigační radar Decca TM1226. Výzbroj plavidel tvoří jeden 76mm kanón OTO Melara Compact v dělové věži na přídi a jeden protiletadlový 40mm kanón Breda na zádi. Pohonný systém tvoří tři diesely MTU 16V 538 TB91, každý o výkonu 3800 hp, pohánějící tři lodní šrouby. Nejvyšší rychlost dosahuje 30 uzlů. Dosah je 3300 námořních mil při ekonomické rychlosti 16 uzlů.